# F.C. Lund (arkitekt)
 Der er flere personer med dette navn, se F.C. Lund (maler).
Frederik Christian Lund (født 28. februar 1896 i Aarhus, død 3. maj 1984 på Frederiksberg) var en dansk funktionalistisk arkitekt. Han var stadsarkitekt i Københavns Kommune 1943-1966.

## Uddannelse
F.C. Lund var søn af adjunkt i Aarhus, senere rektor i Horsens Johan Otto Lund og Caroline Gummine Krøyer. Han blev student 1914, tog filosofikum 1915 og gik derefter på Kunstakademiets Arkitektskole fra 1915 indtil sin afgang som arkitekt 1926. Han vandt den lille guldmedalje 1929 (for En Landsudstilling).

## Karriere
Lund var ansat hos stadsarkitekt Poul Holsøe 1927 og fik fast ansættelse 1930. Han efterfulgte Holsøe som stadsarkitekt i København 1943 og blev i denne stilling indtil sin pensionering 1966. Desuden var han censor ved Charlottenborg Forårsudstilling 1937-39 og 1942-43, medlem af Akademiraadet 1946-66 og af Det Særlige Bygningssyn 1954-66. Han var medlem af den danske UNESCO-nationalkomité, Ridder af Dannebrog og bærer af udenlandske ordner.

## Rejser og udstillinger
Lund modtog Akademiets stipendium 1925, 1929 og 1931, De Bielkeske Legater 1926, Ny Carlsbergfondets store rejsestipendium 1929, hvorefter han var på talrige rejser i Europa, bl.a. et halvt års ophold i Grækenland ved l'École Française d'Athenes i 1925 og et år i Italien og Grækenland 1929. Han var en dygtig akvarelmaler og udstillede på Charlottenborg Forårsudstilling 1928-31, 1934, 1936, 1940 og 1948. Lund modtog Træprisen 1961 og C.F. Hansen Medaillen 1966.

## Arkitektur
F.C. Lund hørte allerede i sin akademitid til en gruppe af unge, som formede den første opposition mod nyklassicismens ensidige æstetiske indstilling og lagde grunden til funktionalismen her hjemme. Hans arbejder inden for kommunen og i hans private praksis gik aldrig på akkord med funktionalismens praktiske krav, men den ydre form var frigjort for denne retnings dogmer og udtrykker i sit enkle register af farve- og materialevirkninger på en gang både en tone af gammel tradition fra dansk bygningskultur og en moderne social og menneskelig indstilling til opgaven.
Lund giftede sig 20. oktober 1927 i Dronninglund med exam.jur. Kamma Louise Bertelsen (30. juni 1903 i Dronninglund), datter af politibetjent, bankkasserer Bertel Ivar Bertelsen og Ida Kathrine Sørensen.

## Værker

### I privat regi
- Villa, Rosenstandsvej 13 (tidl. Sofievej), Charlottenlund (1927)
- Villaer i Mølholm ved Vejle, bl.a. Skråningen, Stampevej (1933)
- Beboelsesejendom, Ordrup Jagtvej, Ordrup 26-28 (1937, præmieret)
- Ordrupvej 19-33, Ordrup (1939, præmieret 1940)

### Som medarbejder ved Stadsarkitektens Direktorat
- Skrift til gadenavnskilte i København, i brug frem til 1980erne (1928-29)
- Boligkarré ved Bogfinkevej (1928-29, vinduer ændret)
- Klostervængets Skole (1931-32)
- Sygeplejerskebolig ved Sct. Hans Hospital, Roskilde (1933-34)
- Udvidelse af Østrigsgades Skole (1933)
- Grundtvigsskolen, Hovmestervej (1937-38)
- Gravsted for faldne danske soldater på Bispebjerg Kirkegård (1940)
- Emdrup Skole, Lersø Parkallé 5, Emdrup (1939-43)

### Som stadsarkitekt
- Pensionistboligerne Ringergården, Skoleholdervej (1943-45, sammen med Knud Holmgaard)
- Boligbebyggelse, Hulgårds Plads (1944-46, sammen med Hans Christian Hansen)
- Transportable skolepavilloner (1946, sammen med Agner Christoffersen)
- Pumpestation, funktionærboliger mm. ved Damhusåen (1946, sammen med Johan Pedersen)
- Skovridergård i Valborup (1947, sammen med C.N. Christiansen)
- Gerbrandskolen (1948-51, sammen med samme)
- Børneinstitutionen Emdrup Søgård, Keldsøvej 15 (1947-50, sammen med Erik T. Harpøth)
- Forslag til den indre bys udvikling og bevaring (1943-49, sammen med Ib Lunding)
- Regulering af Rådhuspladsen (1947-49, sammen med Curt Bie)
- Børnerekonvalescenthjemmet Stockholmsgave, Klampenborgvej 135 (1948, sammen med Knud Holmgaard)
- Nødboliger med børnehaver flere steder i København (1948, sammen med Hans Christian Hansen)
- Flere bygninger på Sct. Hans Hospital, Roskilde (1948-50, sammen med Frode Jørgensen)
- Udvidelse af De gamles By, Nørre Allé 41 (1948-50, 1961-63, sammen med Viggo S. Jørgensen)
- Pensionistboligerne Voldboligerne, Bådsmandsstræde, Christianshavn (1950-52, sammen med samme) Arkark Arkiveret 2. april 2015 hos  Wayback Machine Boligkatalog (Webside ikke længere tilgængelig) KAB
- Boligbebyggelsen Arildsgård, Voldparken, Husum (1950-52, sammen med samme)
- Ny Østensgård Skole, Blommehaven 6-10 (1950, sammen med Knud Holmgaard)
- Trafikmestervagten, Rådhuspladsen (1950, sammen med A. Kjergaard, nedrevet)
- Børneinstitutionen Vesterbro Ungdomsgård i Skydebanehaven, Absalonsgade (1952-53, sammen med Hans Christian Hansen)
- Tilbygning til Kommunehospitalet (1954)
- Hansted Skole, Rødbyvej 2 (1954-58, sammen med samme)
- 6 højhuse på Bellahøj (1955-57, sammen med Curt Bie)
- Indretning af Københavns Hovedbibliotek, Kultorvet (1957, sammen med Agner Christoffersen, siden ombygget)
- Nyborggade Transformerstation (1958-60, sammen med Hans Christian Hansen)
- Boligbebyggelse, Bellmansgade 7-37 (1961, sammen med Viggo S. Jørgensen)
- Ringbo plejehjem, Granvej 14, Bagsværd (1961-63, sammen med Hans Christian Hansen)
- Bellahøj Transformerstation, Hulgårdsvej 133 (1961-68, sammen med samme)
- Transformerstation, Bremerholm 6 (1962-63, sammen med samme)

### Projekter
- Skole ved Irlandsvej, Husum (1928, 2. præmie sammen med C.F. Møller)
- Tegninger til møbler